# Richard Gasquet
Richard Gasquet (n. 18 iunie 1986, Béziers, communauté d'agglomération Béziers Méditerranée⁠(d), Franța) este un jucător profesionist francez de tenis. Cea mai bună clasare a sa la simplu este locul 7 mondial, atins la 9 iulie 2007.
A câștigat un total de 15 titluri de simplu în Turul ATP. Cele mai bune performanțe ale sale în turneele de simplu de Grand Slam au fost trei apariții în semifinale, două la Campionatele de la Wimbledon (în 2007 și 2015) și o dată la US Open (în 2013). Cea mai bună performanță a sa la turneele de simplu ATP World Tour Masters 1000 a fost finala de la Hamburg în 2005 și Toronto în 2006 și 2012. A câștigat titlul de dublu mixt la French Open 2004, în parteneriat cu Tatiana Golovin.  De asemenea, a câștigat medalia de bronz olimpic la dublu masculin în 2012 alături de partenerul său de dublu Julien Benneteau. Gasquet este cunoscut pentru loviturile sale elegante de fond și reversul cu o singură mână.
În martie 2021, Gasquet a devenit al șaselea jucător activ din turul ATP care a câștigat 550 de meciuri. În prezent este pe locul 5 pe lista jucătorilor activi cu peste 550 de victorii.